# NGC 157

NGC 157

 إن جي سي 157 أو NGC 157 هي مجرة في كوكبة اكتشفت في .

## روابط خارجية
- NGC 157 على موقع ويكي سكاي: DSS2, SDSS, GALEX, IRAS, Hydrogen α, X-Ray, Astrophoto, Sky Map, Articles and images